# マギー・ロジャース
マギー・ロジャース（Maggie Rogers、1994年4月25日 - ）は、アメリカ合衆国メリーランド州イーストン出身のシンガーソングライター、音楽プロデューサー、インディー・ポップ・ミュージシャンである。
2016年にニューヨーク大学の特別授業で、生徒だったマギー・ロジャースの曲「Alaska」を聞いたファレル・ウィリアムスが泣きそうになる映像が広まり、知られるようになる。2019年にデビューアルバム『Heard It in a Past Life』をリリースし、第62回グラミー賞の最優秀新人賞にノミネートされた。

## 来歴

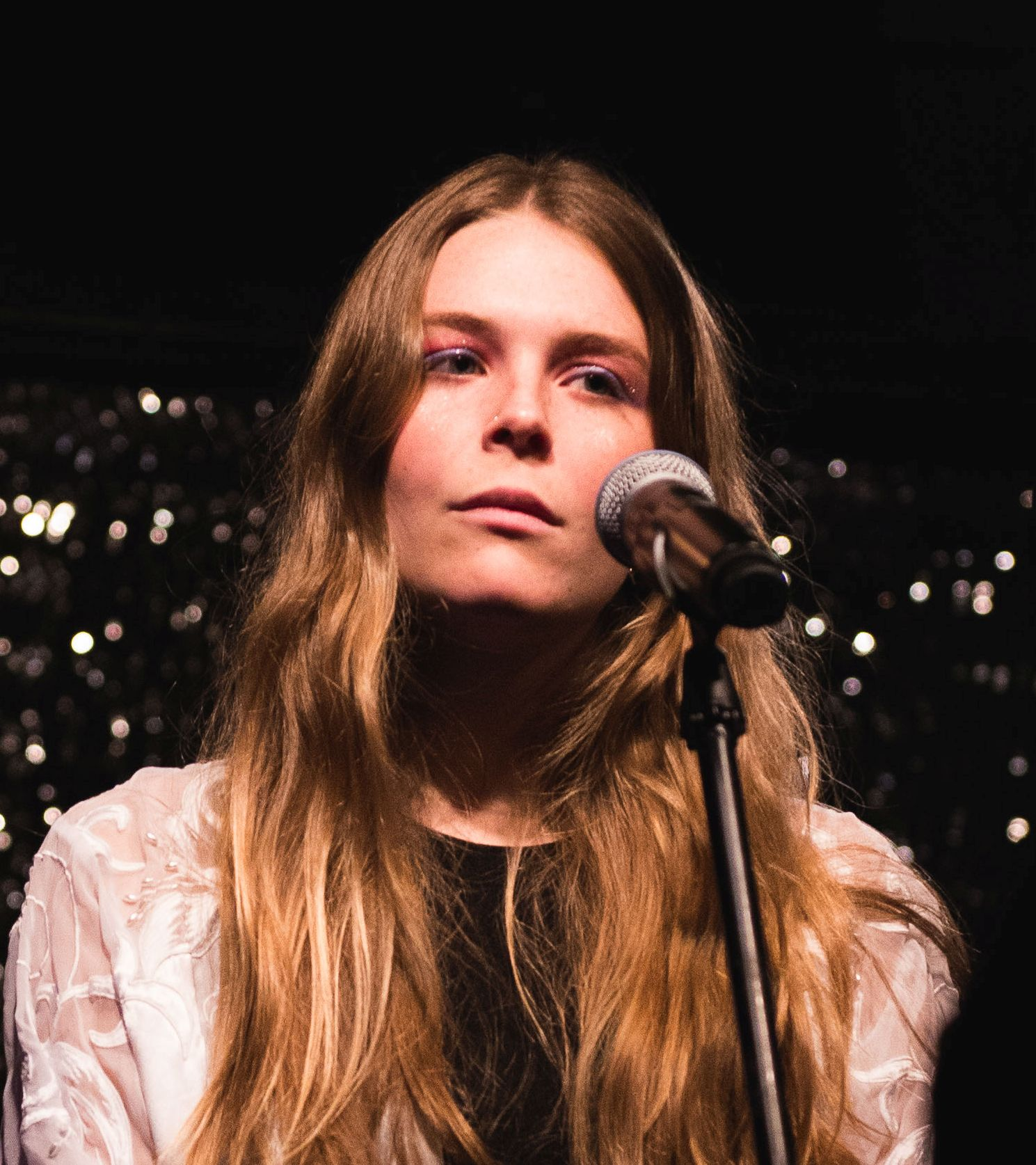
ライブでのMaggie Rogers（2017年）

1994年4月25日、マギー・ロジャースはメリーランド州タルボット郡イーストンで生まれ育つ。父親はフォード・モーターのディーラーで、母親は看護師だった。母親はエリカー・バドゥやローリン・ヒルなどのネオ・ソウルを好んで聞いていた。マギーは7歳からハープを習い始め、グスターヴ・ホルストやアントニオ・ヴィヴァルディを好むようになる。中学生になるとピアノとギターに加え作詞作曲を学び始め、学校ではオーケストラでハープを演奏したり、合唱団やジャズバンドに参加する。さらに民族音楽に興味を持ちバンジョーを学び、独学でプログラミングを学んだ。
3年生の夏にはバークリー音楽大学のプログラムに参加し、ソングライティング・コンテストで優勝する。4年生の時には、アルバム『The Echo』（2012年）を自主制作する。マギー・ロジャースはニューヨーク大学のクライヴ・デイヴィス・インスティテュート・オブ・レコーディング・ミュージックへの入学願書の一部としてこのデモを提出した。
マギー・ロジャースはニューヨーク大学で、音楽ジャーナリストになるためにリジー・グッドマンのもとでインターンをしていた。2014年の2年生の時にフォークアルバム『Blood Ballet』をリリースする。ニューヨーク大学在学中にフランスに留学していたマギーは、ベルリンで友人に誘われてクラブに行ったことがきっかけで、新しいジャンルに目覚め、ダンス・ミュージックへ傾倒していく。帰国後、彼女はフォーク・スタイルとエレクトロニック・プロダクションを融合させる新しい音楽を作りはじめる。
2016年、マギー・ロジャースは楽曲「Alaska」を15分で書きあげる。彼女はニューヨーク大学のマスタークラスに参加し、特別講師として招かれたファレル・ウィリアムズの前でこの曲の音源をかけた。するとそれを聞いたファレルは様子が変わり、明らかに感動して泣きそうになってしまう。その映像が公開されると大きな話題となり、何百万回もの再生回数を記録した。
2016年5月、マギー・ロジャースはニューヨーク大学のクライヴ・デイビス・インスティテュート・オブ・レコーディング・ミュージックを卒業し、音楽工学と制作、英語の学位を取得した。
ファレルの映像が流行した後、いくつかのレコード会社で争奪戦となったが、マギー・ロジャースは最終的にキャピトル・レコードと交渉し、自身のレーベルDebay Soundsを立ち上げ、キャピトルの傘下レーベルとなることにする。その結果、自分のサウンドやイメージをよりコントロールできるようになった。
2017年2月17日、EP『Now That the Light Is Fading』をリリースする。
2019年1月18日、メジャー・デビューアルバム『Heard It In a Past Life』をリリースし、米ビルボード200で2位を記録する。第62回グラミー賞では最優秀新人賞にノミネートされた。

## 音楽性

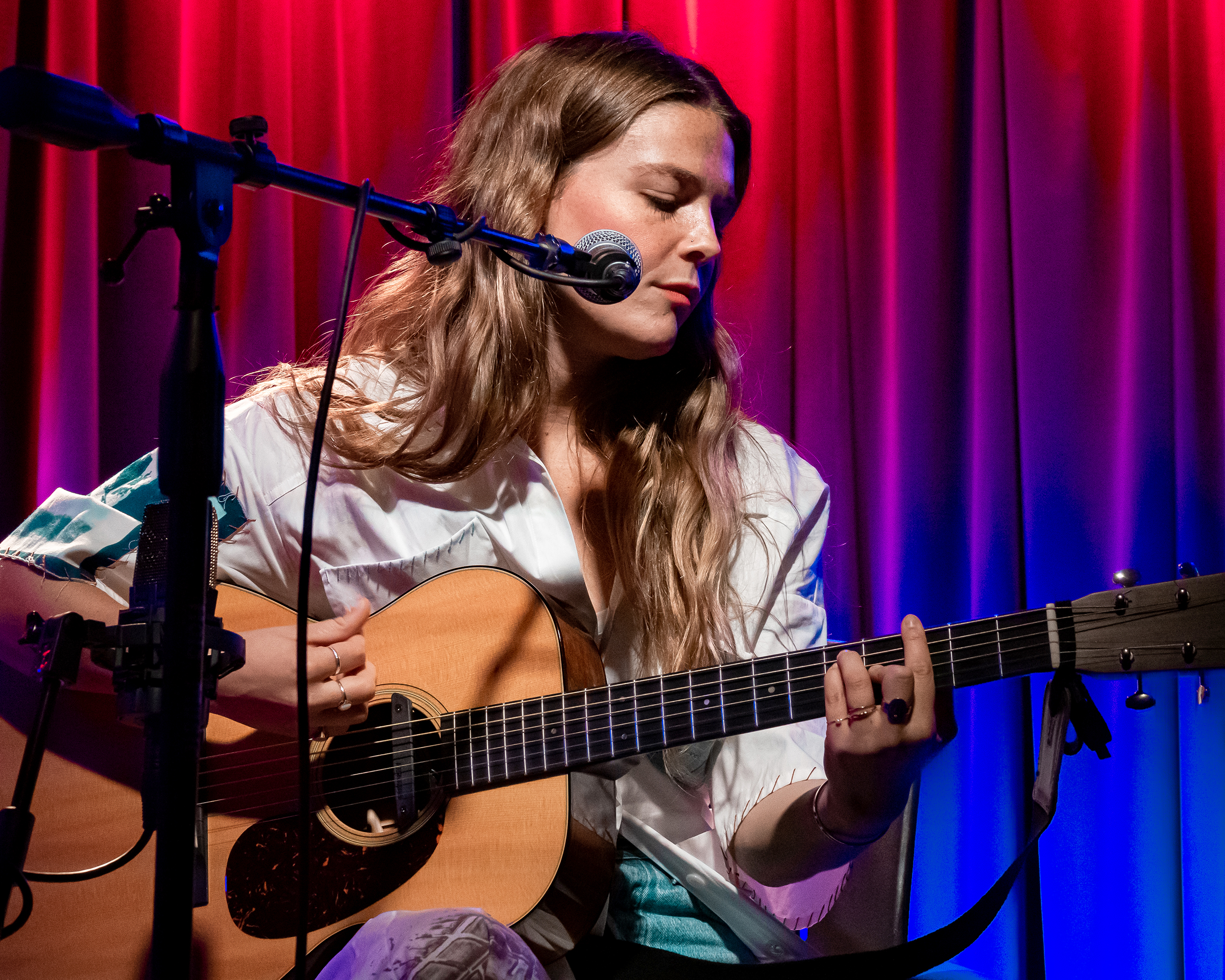
ライブでのMaggie Rogers（2019年）

### 影響を受けたアーティスト
マギー・ロジャースは、キャリー・ブラウンシュタイン、パティ・スミス、キム・ゴードン、ビョークをインスピレーションの源として挙げている。

## 人物

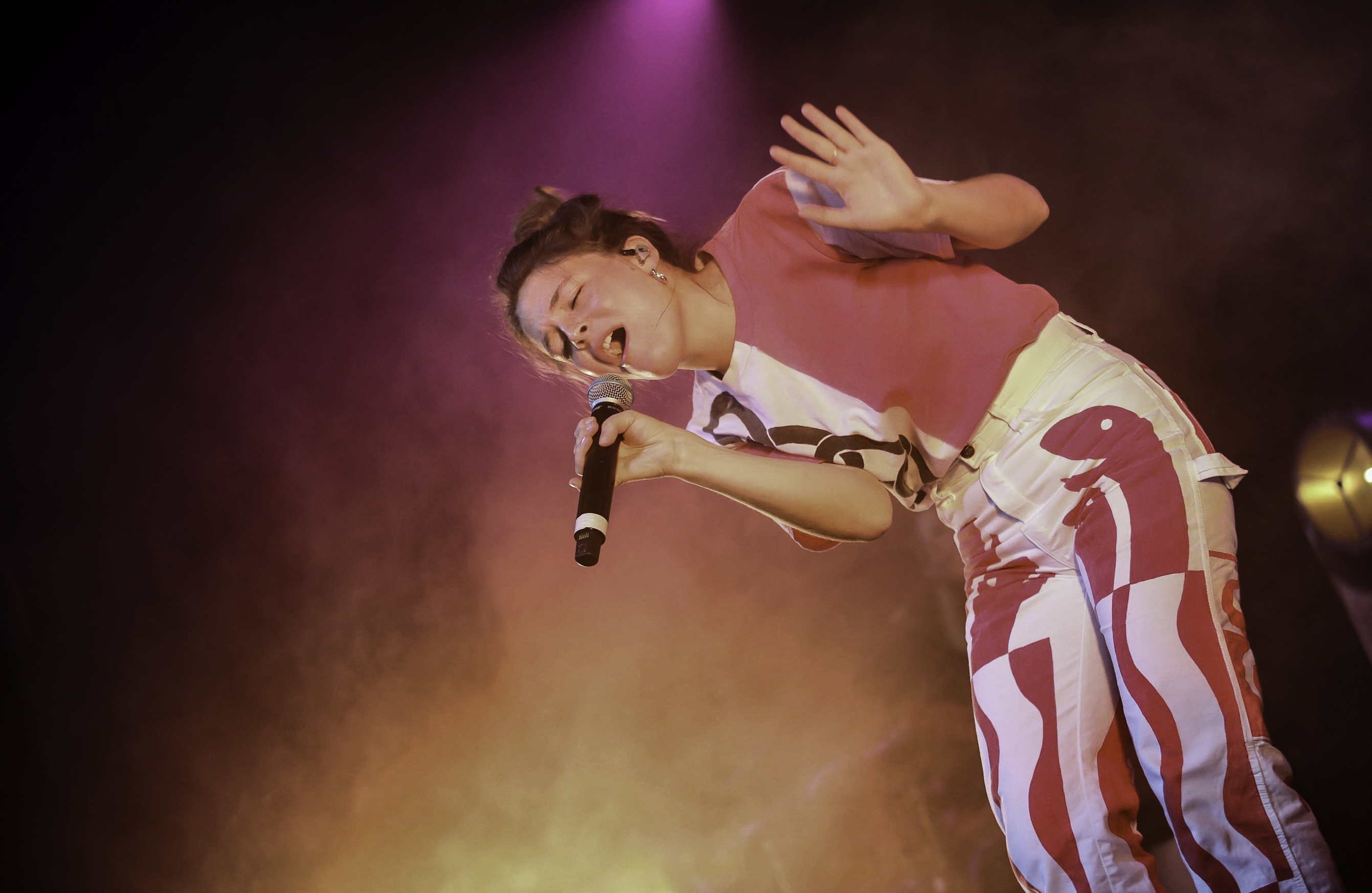
ライブでのMaggie Rogers（2018年）

マギー・ロジャースは共感覚を持っており、音楽を聴いたとき色を知覚することができる。

### 社会活動
マギー・ロジャースの曲「Give A Little」は、銃規制を議会に要求した全米スクール・ウォークアウトが行われた同じ日に作曲された。彼女は全国の学生たちの活動性に触発され、共感と団結について書いている。

### 慈善活動
マギー・ロジャースは、収益金を寄付することで、ACLUやプランド・ペアレントフッドなどの団体を支援している。

### 政治との関わり
マギー・ロジャースは2020年の民主党全国大会でパフォーマンスを披露し、アメリカ上院議員選挙でサラ・ギデオンを支持した。

## ディスコグラフィ
スタジオ・アルバム
- Heard It in a Past Life (2019年)
- Surrender (2022年)